# Saison 2022-2023 des Wizards de Washington
La saison 2022-2023 des Wizards de Washington est la 62e saison de la franchise en NBA et la 50e saison dans la ville de Washington D.C.

## Draft
| Tour | Choix | Joueur        | Poste | Nationalité                      | Provenance           |
| ---- | ----- | ------------- | ----- | -------------------------------- | -------------------- |
| 1    | 10    | Johnny Davis  | G     | États-Unis                       | Badgers du Wisconsin |
| 2    | 54    | Yannick Nzosa | C     | République démocratique du Congo | Unicaja Málaga       |

## Matchs

### Summer League
| Summer League Total: 3-2 |

| Match | Date match | Équipe              | Score    | Meilleur marqueur     | Meilleur rebondeur    | Meilleur passeur  | Lieux Spectateurs      | Série |
| ----- | ---------- | ------------------- | -------- | --------------------- | --------------------- | ----------------- | ---------------------- | ----- |
| 1     | 9 juillet  | Détroit             | D 99-105 | Jordan Schakel (24)   | Jordan Goodwin (5)    | Devon Dotson (3)  | Thomas & Mack Center 0 | 0 - 1 |
| 2     | 10 juillet | Phoenix             | V 97-72  | Vernon Carey Jr. (15) | Vernon Carey Jr. (11) | Devon Dotson (6)  | Thomas & Mack Center 0 | 1 - 1 |
| 3     | 13 juillet | La Nouvelle-Orléans | D 88-106 | Carey Jr., Hall (11)  | Trois joueurs (4)     | Pierriá Henry (7) | Thomas & Mack Center 0 | 1 - 2 |
| 4     | 15 juillet | Indiana             | V 97-79  | Jordan Schakel (21)   | Echenique, Todd (8)   | Pat Spencer (7)   | Thomas & Mack Center 0 | 2 - 2 |
| 5     | 17 juillet | Golden State        | V 87-77  | Jaime Echenique (19)  | Jaime Echenique (12)  | Pat Spencer (7)   | Thomas & Mack Center 0 | 3 - 2 |

### Pré-saison
| Pré-saison Total: 1-3 (Domicile : 0-1; Extérieur : 1-2) |

| Match | Date match   | Équipe         | Score     | Meilleur marqueur       | Meilleur rebondeur | Meilleur passeur | Lieux Spectateurs            | Série |
| ----- | ------------ | -------------- | --------- | ----------------------- | ------------------ | ---------------- | ---------------------------- | ----- |
| 1     | 30 septembre | Golden State   | D 87-96   | Rui Hachimura (13)      | Rui Hachimura (9)  | Monté Morris (5) | Saitama Super Arena 20 497   | 0 - 1 |
| 2     | 2 octobre    | @ Golden State | D 95-104  | Kristaps Porziņģis (18) | Rui Hachimura (10) | Delon Wright (6) | Saitama Super Arena 20 647   | 0 - 2 |
| 3     | 10 octobre   | @ Charlotte    | V 116-107 | Kristaps Porziņģis (20) | Daniel Gafford (7) | Monté Morris (7) | Spectrum Center 9 478        | 1 - 2 |
| 4     | 14 octobre   | @ New York     | D 89-105  | Rui Hachimura (20)      | Rui Hachimura (8)  | Bradley Beal (5) | Madison Square Garden 19 812 | 1 - 3 |

### Saison régulière
| Saison régulière Total: 35-47 (Domicile : 19-22; Extérieur : 16-25) |

| Match | Date match | Équipe       | Score          | Meilleur marqueur       | Meilleur rebondeur      | Meilleur passeur  | Lieux Spectateurs                 | Série |
| ----- | ---------- | ------------ | -------------- | ----------------------- | ----------------------- | ----------------- | --------------------------------- | ----- |
| 1     | 19 octobre | @ Indiana    | V 114-107      | Bradley Beal (23)       | Kyle Kuzma (13)         | Beal, Morris (6)  | Gainbridge Fieldhouse 15 027      | 1 - 0 |
| 2     | 21 octobre | Chicago      | V 102-100      | Kyle Kuzma (26)         | Deni Avdija (10)        | Bradley Beal (8)  | Capital One Arena 20 476          | 2 - 0 |
| 3     | 23 octobre | @ Cleveland  | D 107-117 (OT) | Bradley Beal (27)       | Kristaps Porziņģis (11) | Monté Morris (6)  | Rocket Mortgage FieldHouse 19 432 | 2 - 1 |
| 4     | 25 octobre | Détroit      | V 120-99       | Kyle Kuzma (25)         | Avdija, Porziņģis (7)   | Beal, Morris (6)  | Capital One Arena 13 196          | 3 - 1 |
| 5     | 28 octobre | Indiana      | D 117-127      | Bradley Beal (31)       | Kyle Kuzma (9)          | Monté Morris (12) | Capital One Arena 13 463          | 3 - 2 |
| 6     | 30 octobre | @ Boston     | D 94-112       | Kristaps Porziņģis (17) | Kristaps Porziņģis (13) | Bradley Beal (8)  | TD Garden 19 156                  | 3 - 3 |
| 7     | 31 octobre | Philadelphie | D 111-118      | Kristaps Porziņģis (32) | Kristaps Porziņģis (9)  | Bradley Beal (6)  | Capital One Arena 13 746          | 3 - 4 |

| Match | Date match  | Équipe         | Score          | Meilleur marqueur       | Meilleur rebondeur      | Meilleur passeur       | Lieux Spectateurs         | Série   |
| ----- | ----------- | -------------- | -------------- | ----------------------- | ----------------------- | ---------------------- | ------------------------- | ------- |
| 8     | 2 novembre  | @ Philadelphie | V 121-111      | Kristaps Porziņģis (30) | Rui Hachimura (10)      | Monté Morris (6)       | Wells Fargo Center 19 855 | 4 - 4   |
| 9     | 4 novembre  | Brooklyn       | D 86-128       | Bradley Beal (20)       | Kristaps Porziņģis (10) | Bradley Beal (5)       | Capital One Arena 17 258  | 4 - 5   |
| 10    | 6 novembre  | @ Memphis      | D 97-103       | Monté Morris (18)       | Kyle Kuzma (11)         | Goodwin, Morris (5)    | FedExForum 16 877         | 4 - 6   |
| 11    | 7 novembre  | @ Charlotte    | V 108-100      | Kyle Kuzma (20)         | Kristaps Porziņģis (8)  | Goodwin, Porziņģis (5) | Spectrum Center 13 712    | 5 - 6   |
| 12    | 10 novembre | Dallas         | V 113-105      | Kyle Kuzma (36)         | Kyle Kuzma (11)         | Goodwin, Kuzma (6)     | Capital One Arena 18 320  | 6 - 6   |
| 13    | 12 novembre | Utah           | V 121-112      | Kyle Kuzma (23)         | Kristaps Porziņģis (10) | Monté Morris (9)       | Capital One Arena 13 673  | 7 - 6   |
| 14    | 13 novembre | Memphis        | V 102-92       | Kristaps Porziņģis (25) | Kyle Kuzma (11)         | Monté Morris (6)       | Capital One Arena 17 667  | 8 - 6   |
| 15    | 16 novembre | Oklahoma City  | D 120-121      | Kristaps Porziņģis (27) | Kyle Kuzma (10)         | Kyle Kuzma (9)         | Capital One Arena 12 630  | 8 - 7   |
| 16    | 18 novembre | Miami          | V 107-106 (OT) | Bradley Beal (27)       | Kristaps Porziņģis (17) | Bradley Beal (8)       | Capital One Arena 18 772  | 9 - 7   |
| 17    | 20 novembre | Charlotte      | V 106-102      | Kyle Kuzma (28)         | Deni Avdija (13)        | Beal, Kuzma (5)        | Capital One Arena 14 289  | 10 - 7  |
| 18    | 23 novembre | @ Miami        | D 105-113      | Kyle Kuzma (33)         | Avdija, Porziņģis (9)   | Deni Avdija (10)       | FTX Arena 19 600          | 10 - 8  |
| 19    | 25 novembre | @ Miami        | D 107-110      | Beal, Kuzma (28)        | Deni Avdija (9)         | Avdija, Kuzma (5)      | FTX Arena 19 600          | 10 - 9  |
| 20    | 27 novembre | @ Boston       | D 121-130      | Bradley Beal (30)       | Bradley Beal (5)        | Monté Morris (8)       | TD Garden 19 156          | 10 - 10 |
| 21    | 28 novembre | Minnesota      | V 142-127      | Kristaps Porziņģis (41) | Kyle Kuzma (8)          | Kyle Kuzma (9)         | Capital One Arena 13 515  | 11 - 10 |
| 22    | 30 novembre | @ Brooklyn     | D 107-113      | Kristaps Porziņģis (27) | Kristaps Porziņģis (19) | Bradley Beal (6)       | Barclays Center 15 963    | 11 - 11 |

| Match | Date match  | Équipe          | Score     | Meilleur marqueur       | Meilleur rebondeur      | Meilleur passeur       | Lieux Spectateurs              | Série   |
| ----- | ----------- | --------------- | --------- | ----------------------- | ----------------------- | ---------------------- | ------------------------------ | ------- |
| 23    | 2 décembre  | @ Charlotte     | D 116-117 | Bradley Beal (33)       | Daniel Gafford (12)     | Bradley Beal (7)       | Spectrum Center 15 231         | 11 - 12 |
| 24    | 4 décembre  | L.A. Lakers     | D 119-130 | Kristaps Porziņģis (27) | Kristaps Porziņģis (9)  | Will Barton (5)        | Capital One Arena 19 647       | 11 - 13 |
| 25    | 7 décembre  | @ Chicago       | D 111-115 | Kristaps Porziņģis (28) | Kristaps Porziņģis (9)  | Monté Morris (8)       | United Center 19 265           | 11 - 14 |
| 26    | 9 décembre  | @ Indiana       | D 111-121 | Kristaps Porziņģis (29) | Avdija, Porziņģis (9)   | Kyle Kuzma (7)         | Gainbridge Fieldhouse 15 039   | 11 - 15 |
| 27    | 10 décembre | L.A. Clippers   | D 107-114 | Kyle Kuzma (35)         | Kristaps Porziņģis (15) | Avdija, Goodwin (6)    | Capital One Arena 18 404       | 11 - 16 |
| 28    | 12 décembre | Brooklyn        | D 100-112 | Will Barton (22)        | Daniel Gafford (10)     | Barton, Goodwin (7)    | Capital One Arena 16 090       | 11 - 17 |
| 29    | 14 décembre | @ Denver        | D 128-141 | Kyle Kuzma (24)         | Daniel Gafford (8)      | Will Barton (9)        | Ball Arena 19 550              | 11 - 18 |
| 30    | 17 décembre | @ L.A. Clippers | D 93-102  | Kristaps Porziņģis (19) | Deni Avdija (10)        | Avdija, Morris (5)     | Crypto.com Arena 15 018        | 11 - 19 |
| 31    | 18 décembre | @ L.A. Lakers   | D 117-119 | Bradley Beal (29)       | Kyle Kuzma (16)         | Goodwin, Porziņģis (5) | Crypto.com Arena 18 153        | 11 - 20 |
| 32    | 20 décembre | @ Phoenix       | V 113-110 | Kyle Kuzma (29)         | Deni Avdija (10)        | Beal, Kuzma (6)        | Footprint Center 17 071        | 12 - 20 |
| 33    | 22 décembre | @ Utah          | D 112-120 | Bradley Beal (30)       | Rui Hachimura (7)       | Bradley Beal (5)       | Vivint Smart Home Arena 18 206 | 12 - 21 |
| 34    | 23 décembre | @ Sacramento    | V 125-111 | Kyle Kuzma (32)         | Kristaps Porziņģis (13) | Delon Wright (8)       | Golden 1 Center 17 894         | 13 - 21 |
| 35    | 27 décembre | Philadelphie    | V 116-111 | Kristaps Porziņģis (24) | Kristaps Porziņģis (10) | Monté Morris (7)       | Capital One Arena 20 476       | 14 - 21 |
| 36    | 28 décembre | Phoenix         | V 127-102 | Rui Hachimura (30)      | Daniel Gafford (8)      | Monté Morris (8)       | Capital One Arena 20 476       | 15 - 21 |
| 37    | 30 décembre | @ Orlando       | V 119-100 | Kristaps Porziņģis (30) | Kristaps Porziņģis (13) | Monté Morris (10)      | Amway Center 19 040            | 16 - 21 |

| Match | Date match  | Équipe                | Score     | Meilleur marqueur       | Meilleur rebondeur      | Meilleur passeur    | Lieux Spectateurs               | Série   |
| ----- | ----------- | --------------------- | --------- | ----------------------- | ----------------------- | ------------------- | ------------------------------- | ------- |
| 38    | 1er janvier | @ Milwaukee           | V 118-95  | Rui Hachimura (26)      | Kyle Kuzma (13)         | Kyle Kuzma (11)     | Fiserv Forum 17 341             | 17 - 21 |
| 39    | 3 janvier   | @ Milwaukee           | D 113-123 | Kristaps Porziņģis (22) | Daniel Gafford (12)     | Monté Morris (6)    | Fiserv Forum 17 341             | 17 - 22 |
| 40    | 6 janvier   | @ Oklahoma City       | D 110-127 | Kyle Kuzma (23)         | Kristaps Porziņģis (10) | Kyle Kuzma (7)      | Paycom Center 14 790            | 17 - 23 |
| 41    | 9 janvier   | La Nouvelle-Orléans   | D 112-132 | Kristaps Porziņģis (23) | Kristaps Porziņģis (10) | Monté Morris (9)    | Capital One Arena 16 223        | 17 - 24 |
| 42    | 11 janvier  | Chicago               | V 100-97  | Kyle Kuzma (21)         | Deni Avdija (20)        | Cinq joueurs (3)    | Capital One Arena 17 032        | 18 - 24 |
| 43    | 13 janvier  | New York              | D 108-112 | Kyle Kuzma (40)         | Deni Avdija (9)         | Kyle Kuzma (7)      | Capital One Arena 20 476        | 18 - 25 |
| 44    | 16 janvier  | Golden State          | D 118-127 | Kristaps Porziņģis (32) | Kyle Kuzma (11)         | Monté Morris (10)   | Capital One Arena 20 476        | 18 - 26 |
| 45    | 18 janvier  | @ New York            | V 116-105 | Kyle Kuzma (27)         | Kyle Kuzma (13)         | Kyle Kuzma (7)      | Madison Square Garden 19 164    | 19 - 26 |
| 46    | 21 janvier  | Orlando               | V 138-118 | Rui Hachimura (30)      | Kyle Kuzma (10)         | Beal, Wright (8)    | Capital One Arena 18 171        | 20 - 26 |
| 47    | 24 janvier  | @ Dallas              | V 127-126 | Kyle Kuzma (30)         | Deni Avdija (10)        | Delon Wright (6)    | American Airlines Center 20 077 | 21 - 26 |
| 48    | 25 janvier  | @ Houston             | V 108-103 | Kyle Kuzma (33)         | Deni Avdija (10)        | Trois joueurs (4)   | Toyota Center 15 302            | 22 - 26 |
| 49    | 28 janvier  | @ La Nouvelle-Orléans | V 113-103 | Daniel Gafford (21)     | Daniel Gafford (12)     | Beal, Kuzma (5)     | Smoothie King Center 17 692     | 23 - 26 |
| 50    | 30 janvier  | @ San Antonio         | V 127-106 | Deni Avdija (25)        | Avdija, Porziņģis (9)   | Beal, Porziņģis (7) | AT&T Center 11 970              | 24 - 26 |

| Match                  | Date match  | Équipe         | Score     | Meilleur marqueur       | Meilleur rebondeur      | Meilleur passeur  | Lieux Spectateurs        | Série   |
| ---------------------- | ----------- | -------------- | --------- | ----------------------- | ----------------------- | ----------------- | ------------------------ | ------- |
| -                      | 1er février | @ Détroit      | Reporté*  | Reporté*                | Reporté*                | Reporté*          | Little Caesars Arena     | -       |
| 51                     | 3 février   | Portland       | D 116-124 | Bradley Beal (34)       | Kyle Kuzma (11)         | Kuzma, Morris (6) | Capital One Arena 20 476 | 24 - 27 |
| 52                     | 4 février   | @ Brooklyn     | D 123-125 | Kristaps Porziņģis (38) | Daniel Gafford (10)     | Monté Morris (8)  | Barclays Center 17 732   | 24 - 28 |
| 53                     | 6 février   | Cleveland      | D 91-114  | Kristaps Porziņģis (18) | Daniel Gafford (8)      | Monté Morris (7)  | Capital One Arena 16 744 | 24 - 29 |
| 54                     | 8 février   | Charlotte      | V 118-104 | Kristaps Porziņģis (36) | Deni Avdija (13)        | Beal, Wright (10) | Capital One Arena 16 097 | 25 - 29 |
| 55                     | 11 février  | Indiana        | V 127-113 | Bradley Beal (32)       | Kristaps Porziņģis (10) | Beal, Nunn (6)    | Capital One Arena 18 387 | 26 - 29 |
| 56                     | 13 février  | @ Golden State | D 126-135 | Kristaps Porziņģis (34) | Daniel Gafford (8)      | Kendrick Nunn (6) | Chase Center 18 064      | 26 - 30 |
| 57                     | 14 février  | @ Portland     | V 126-101 | Kyle Kuzma (33)         | Kristaps Porziņģis (12) | Delon Wright (6)  | Moda Center 18 004       | 27 - 30 |
| 58                     | 16 février  | @ Minnesota    | V 114-106 | Bradley Beal (35)       | Deni Avdija (9)         | Monté Morris (6)  | Target Center 17 136     | 28 - 30 |
| NBA All-Star Game 2023 |             |                |           |                         |                         |                   |                          |         |
| 59                     | 24 février  | New York       | D 109-115 | Kuzma, Porziņģis (23)   | Deni Avdija (7)         | Bradley Beal (8)  | Capital One Arena 20 476 | 28 - 31 |
| 60                     | 26 février  | @ Chicago      | D 82-102  | Bradley Beal (18)       | Daniel Gafford (11)     | Bradley Beal (8)  | United Center 21 106     | 28 - 32 |
| 61                     | 28 février  | @ Atlanta      | V 119-116 | Bradley Beal (37)       | Daniel Gafford (12)     | Bradley Beal (7)  | State Farm Arena 17 395  | 29 - 32 |

| Match | Date match | Équipe         | Score          | Meilleur marqueur       | Meilleur rebondeur      | Meilleur passeur      | Lieux Spectateurs                 | Série   |
| ----- | ---------- | -------------- | -------------- | ----------------------- | ----------------------- | --------------------- | --------------------------------- | ------- |
| 62    | 2 mars     | Toronto        | V 119-108      | Kyle Kuzma (30)         | Deni Avdija (9)         | Delon Wright (11)     | Capital One Arena 14 643          | 30 - 32 |
| 63    | 4 mars     | Toronto        | D 109-116 (OT) | Kristaps Porziņģis (22) | Kristaps Porziņģis (11) | Bradley Beal (10)     | Capital One Arena 18 174          | 30 - 33 |
| 64    | 5 mars     | Milwaukee      | D 111-117      | Bradley Beal (33)       | Kristaps Porziņģis (13) | Porziņģis, Wright (5) | Capital One Arena 18 746          | 30 - 34 |
| 65    | 7 mars     | @ Détroit      | V 119-117      | Bradley Beal (32)       | Trois joueurs (7)       | Bradley Beal (7)      | Little Caesars Arena 17 855       | 31 - 34 |
| 66    | 8 mars     | Atlanta        | D 120-122      | Kristaps Porziņģis (43) | Kyle Kuzma (10)         | Bradley Beal (8)      | Capital One Arena 15 087          | 31 - 35 |
| 67    | 10 mars    | Atlanta        | D 107-114      | Bradley Beal (27)       | Kristaps Porziņģis (9)  | Monté Morris (8)      | Capital One Arena 18 161          | 31 - 36 |
| 68    | 12 mars    | @ Philadelphie | D 93-112       | Corey Kispert (25)      | Kyle Kuzma (11)         | Beal, Kuzma (4)       | Wells Fargo Center 21 220         | 31 - 37 |
| 69    | 14 mars    | Détroit        | V 117-97       | Bradley Beal (36)       | Monté Morris (8)        | Bradley Beal (7)      | Capital One Arena 15 279          | 32 - 37 |
| 70    | 17 mars    | @ Cleveland    | D 94-117       | Bradley Beal (22)       | Kristaps Porziņģis (9)  | Beal, Morris (5)      | Rocket Mortgage FieldHouse 19 432 | 32 - 38 |
| 71    | 18 mars    | Sacramento     | D 118-132      | Kyle Kuzma (33)         | Deni Avdija (11)        | Deni Avdija (6)       | Capital One Arena 18 529          | 32 - 39 |
| 72    | 21 mars    | @ Orlando      | D 112-122      | Kristaps Porziņģis (30) | Deni Avdija (10)        | Monté Morris (8)      | Amway Center 16 096               | 32 - 40 |
| 73    | 22 mars    | Denver         | D 104-118      | Kristaps Porziņģis (25) | Deni Avdija (8)         | Deni Avdija (6)       | Capital One Arena 16 508          | 32 - 41 |
| 74    | 24 mars    | San Antonio    | V 136-124      | Corey Kispert (26)      | Deni Avdija (11)        | Deni Avdija (6)       | Capital One Arena 17 004          | 33 - 41 |
| 75    | 26 mars    | @ Toronto      | D 104-114      | Kristaps Porziņģis (26) | Deni Avdija (9)         | Delon Wright (8)      | Scotiabank Arena 19 800           | 33 - 42 |
| 76    | 28 mars    | Boston         | V 130-111      | Kristaps Porziņģis (32) | Kristaps Porziņģis (13) | Monté Morris (9)      | Capital One Arena 20 476          | 34 - 42 |
| 77    | 31 mars    | Orlando        | D 109-116      | Corey Kispert (27)      | Daniel Gafford (13)     | Goodwin, Morris (5)   | Capital One Arena 16 411          | 34 - 43 |

| Match | Date match | Équipe     | Score     | Meilleur marqueur   | Meilleur rebondeur    | Meilleur passeur   | Lieux Spectateurs            | Série   |
| ----- | ---------- | ---------- | --------- | ------------------- | --------------------- | ------------------ | ---------------------------- | ------- |
| 78    | 2 avril    | @ New York | D 109-118 | Corey Kispert (29)  | Gafford, Goodwin (27) | Delon Wright (7)   | Madison Square Garden 19 812 | 34 - 44 |
| 79    | 4 avril    | Milwaukee  | D 128-140 | Kendrick Nunn (24)  | Jay Huff (9)          | Jordan Goodwin (9) | Capital One Arena 19 098     | 34 - 45 |
| 80    | 5 avril    | @ Atlanta  | D 116-134 | Daniel Gafford (25) | Daniel Gafford (10)   | Jordan Goodwin (6) | State Farm Arena 17 727      | 34 - 46 |
| 81    | 7 avril    | Miami      | V 114-108 | Daniel Gafford (22) | Cooks, Goodwin (9)    | Trois joueurs (4)  | Capital One Arena 20 476     | 35 - 46 |
| 82    | 9 avril    | Houston    | D 109-114 | Jordan Goodwin (22) | Xavier Cooks (14)     | Johnny Davis (8)   | Capital One Arena 15 233     | 35 - 47 |

### Confrontations en saison régulière
| Conférence Est      | Conférence Est                              | Conférence Est                              | Conférence Est                              | Conférence Est                              | Conférence Ouest                            | Conférence Ouest                            | Conférence Ouest                            |
| Division Atlantique | Division Atlantique                         | Division Atlantique                         | Division Atlantique                         | Division Atlantique                         | Division Nord-Ouest                         | Division Nord-Ouest                         | Division Nord-Ouest                         |
| Équipe              | Domicile                                    | Domicile                                    | Extérieur                                   | Extérieur                                   | Équipe                                      | Domicile                                    | Extérieur                                   |
| ------------------- | ------------------------------------------- | ------------------------------------------- | ------------------------------------------- | ------------------------------------------- | ------------------------------------------- | ------------------------------------------- | ------------------------------------------- |
| Boston              | 130-111                                     |                                             | 94-112                                      | 121-130                                     | Denver                                      | 104-118                                     | 128-141                                     |
| Brooklyn            | 86-128                                      | 100-112                                     | 107-113                                     | 123-105                                     | Minnesota                                   | 142-127                                     | 114-106                                     |
| New York            | 108-112                                     | 109-115                                     | 116-105                                     | 109-118                                     | Oklahoma City                               | 120-121                                     | 110-127                                     |
| Philadelphie        | 111-118                                     | 116-111                                     | 121-111                                     | 93-112                                      | Portland                                    | 116-124                                     | 126-101                                     |
| Toronto             | 119-108                                     | 109-116 (OT)                                | 104-114                                     |                                             | Utah                                        | 121-112                                     | 112-120                                     |
| Division            | 5–13 (Domicile : 3-6; Extérieur : 2-7)      | 5–13 (Domicile : 3-6; Extérieur : 2-7)      | 5–13 (Domicile : 3-6; Extérieur : 2-7)      | 5–13 (Domicile : 3-6; Extérieur : 2-7)      | Division                                    | 4–6 (Domicile : 2-3; Extérieur : 2-3)       | 4–6 (Domicile : 2-3; Extérieur : 2-3)       |
| Division Centrale   | Division Centrale                           | Division Centrale                           | Division Centrale                           | Division Centrale                           | Division Pacifique                          | Division Pacifique                          | Division Pacifique                          |
| Équipe              | Domicile                                    | Domicile                                    | Extérieur                                   | Extérieur                                   | Équipe                                      | Domicile                                    | Extérieur                                   |
| Chicago             | 102-100                                     | 100-97                                      | 111-115                                     | 82-102                                      | Golden State                                | 118-127                                     | 126-135                                     |
| Cleveland           | 91-114                                      |                                             | 107-117 (OT)                                | 94-117                                      | L.A. Clippers                               | 107-114                                     | 93-102                                      |
| Détroit             | 120-99                                      | 117-97                                      | 119-117                                     |                                             | L.A. Lakers                                 | 119-130                                     | 117-119                                     |
| Indiana             | 117-127                                     | 127-113                                     | 114-107                                     | 111-121                                     | Phoenix                                     | 127-102                                     | 113-110                                     |
| Milwaukee           | 111-117                                     | 128-149                                     | 118-95                                      | 113-123                                     | Sacramento                                  | 118-132                                     | 125-111                                     |
| Division            | 8–10 (Domicile : 5-4; Extérieur : 3-6)      | 8–10 (Domicile : 5-4; Extérieur : 3-6)      | 8–10 (Domicile : 5-4; Extérieur : 3-6)      | 8–10 (Domicile : 5-4; Extérieur : 3-6)      | Division                                    | 3–7 (Domicile : 1-4; Extérieur : 2-3)       | 3–7 (Domicile : 1-4; Extérieur : 2-3)       |
| Division Sud-Est    | Division Sud-Est                            | Division Sud-Est                            | Division Sud-Est                            | Division Sud-Est                            | Division Sud-Ouest                          | Division Sud-Ouest                          | Division Sud-Ouest                          |
| Équipe              | Domicile                                    | Domicile                                    | Extérieur                                   | Extérieur                                   | Équipe                                      | Domicile                                    | Extérieur                                   |
| Atlanta             | 120-122                                     | 107-114                                     | 119-116                                     | 116-134                                     | Dallas                                      | 113-105                                     | 127-126                                     |
| Charlotte           | 106-102                                     | 118-104                                     | 108-100                                     | 116-117                                     | Houston                                     | 109-114                                     | 108-103                                     |
| Miami               | 107-106 (OT)                                | 114-108                                     | 105-113                                     | 107-110                                     | Memphis                                     | 102-92                                      | 97-103                                      |
| Orlando             | 138-118                                     | 109-116                                     | 119-100                                     | 112-122                                     | New Orleans                                 | 112-132                                     | 113-103                                     |
|                     |                                             |                                             |                                             |                                             | San Antonio                                 | 136-124                                     | 127-106                                     |
| Division            | 8–8 (Domicile : 5-3; Extérieur : 3-5)       | 8–8 (Domicile : 5-3; Extérieur : 3-5)       | 8–8 (Domicile : 5-3; Extérieur : 3-5)       | 8–8 (Domicile : 5-3; Extérieur : 3-5)       | Division                                    | 7–3 (Domicile : 3-3; Extérieur : 4-1)       | 7–3 (Domicile : 3-3; Extérieur : 4-1)       |
| Conférence          | 21–30 (Domicile : 13–13; Extérieur : 8–17)  | 21–30 (Domicile : 13–13; Extérieur : 8–17)  | 21–30 (Domicile : 13–13; Extérieur : 8–17)  | 21–30 (Domicile : 13–13; Extérieur : 8–17)  | Conférence                                  | 14–16 (Domicile : 6–9; Extérieur : 8–7)     | 14–16 (Domicile : 6–9; Extérieur : 8–7)     |
| Total               | 35–47 (Domicile : 19–22; Extérieur : 16–25) | 35–47 (Domicile : 19–22; Extérieur : 16–25) | 35–47 (Domicile : 19–22; Extérieur : 16–25) | 35–47 (Domicile : 19–22; Extérieur : 16–25) | 35–47 (Domicile : 19–22; Extérieur : 16–25) | 35–47 (Domicile : 19–22; Extérieur : 16–25) | 35–47 (Domicile : 19–22; Extérieur : 16–25) |

## Classements
| Conférence Est | Conférence Est             | Conférence Est | Conférence Est | Conférence Est | Conférence Est | Conférence Est | Conférence Est |
| No             | Franchise                  | Vic.           | Déf.           | MJ             | V/D            | GB             |                |
| -------------- | -------------------------- | -------------- | -------------- | -------------- | -------------- | -------------- | -------------- |
| 1              | z - Bucks de Milwaukee     | 58             | 24             | 82             | .707           | -              |                |
| 2              | y - Celtics de Boston      | 57             | 25             | 82             | .695           | 1              |                |
| 3              | x - 76ers de Philadelphie  | 54             | 28             | 82             | .659           | 4              |                |
| 4              | x - Cavaliers de Cleveland | 51             | 31             | 82             | .622           | 7              |                |
| 5              | x - Knicks de New York     | 47             | 35             | 82             | .573           | 11             |                |
| 6              | x - Nets de Brooklyn       | 45             | 37             | 82             | .549           | 13             |                |
|                |                            |                |                |                |                |                |                |
| 7              | x - Heat de Miami          | 44             | 38             | 82             | .537           | 14             |                |
| 8              | y - Hawks d'Atlanta        | 41             | 41             | 82             | .500           | 17             |                |
| 9              | pi - Raptors de Toronto    | 41             | 41             | 82             | .500           | 17             |                |
| 10             | pi - Bulls de Chicago      | 40             | 42             | 82             | .488           | 18             |                |
|                |                            |                |                |                |                |                |                |
| 11             | o - Pacers de l'Indiana    | 35             | 47             | 82             | .427           | 23             |                |
| 12             | o - Wizards de Washington  | 35             | 47             | 82             | .427           | 23             |                |
| 13             | o - Magic d'Orlando        | 34             | 48             | 82             | .415           | 24             |                |
| 14             | o - Hornets de Charlotte   | 27             | 55             | 82             | .329           | 31             |                |
| 15             | o - Pistons de Détroit     | 17             | 65             | 82             | .207           | 41             |                |

| Division Sud-Est          | V  | D  | MJ | V/D  | GB | Dom   | Ext   | Div  |
| ------------------------- | -- | -- | -- | ---- | -- | ----- | ----- | ---- |
| y - Heat de Miami         | 44 | 38 | 82 | .537 | –  | 27-14 | 17-24 | 10-6 |
| pi - Hawks d'Atlanta      | 41 | 41 | 82 | .500 | 3  | 24-17 | 17-24 | 8-8  |
| o - Wizards de Washington | 35 | 47 | 82 | .427 | 9  | 19-22 | 16-25 | 8-8  |
| o - Magic d'Orlando       | 34 | 48 | 82 | .415 | 10 | 20-21 | 14-27 | 7-9  |
| o - Hornets de Charlotte  | 27 | 55 | 82 | .329 | 17 | 13-28 | 14-27 | 7-9  |